# Naturschutzgebiet Steinbruch Helmke

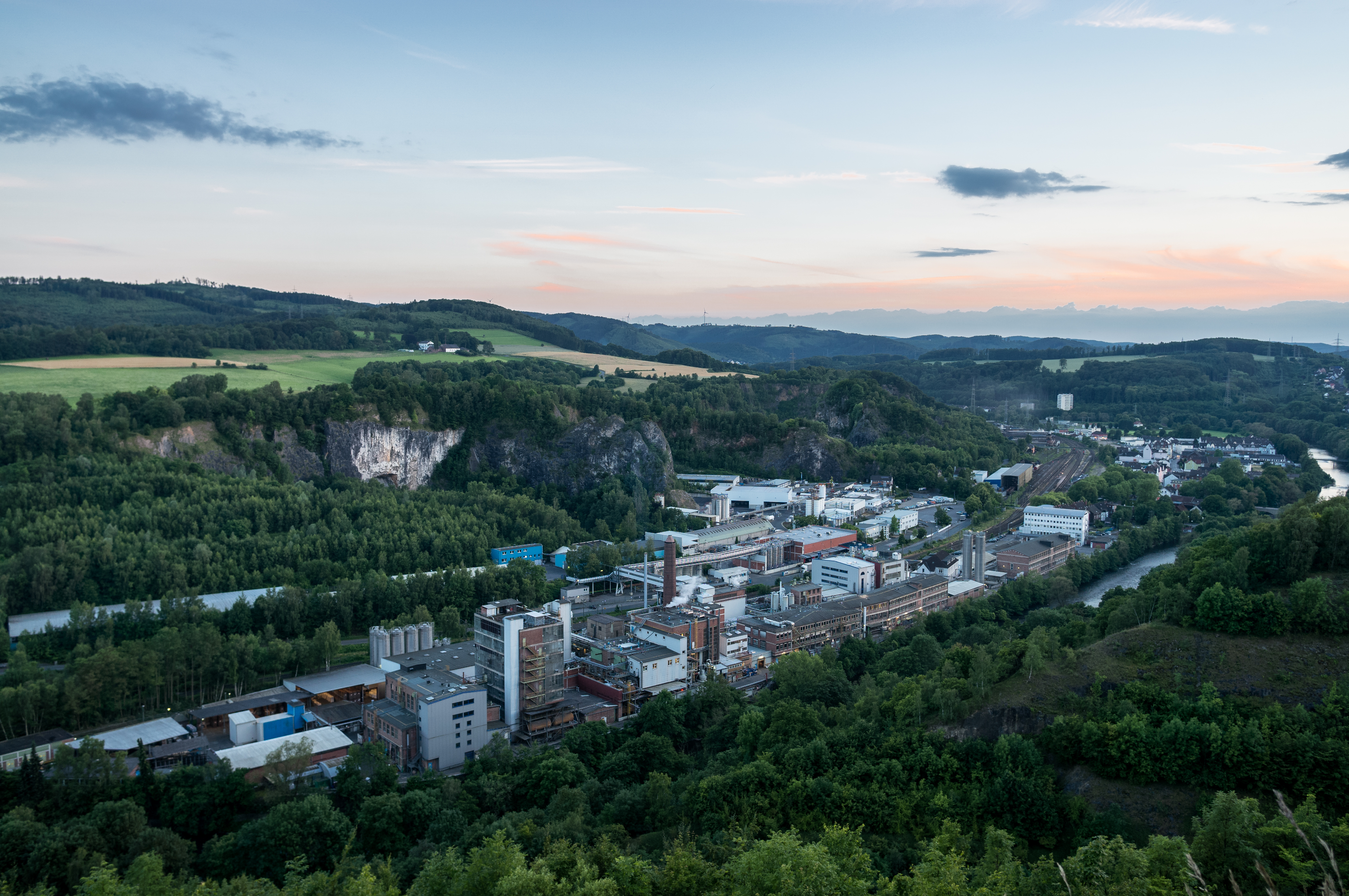
Steinbruch Helmke rechter Steinbruchbereich, links Naturschutzgebiet Kupferberg

Das Naturschutzgebiet Steinbruch Helmke ist ein 23,27 ha großes Naturschutzgebiet (NSG) südlich von Letmathe im Stadtgebiet von Iserlohn im Märkischen Kreis in Nordrhein-Westfalen. Das Gebiet wurde 1986 per Verordnung von der Bezirksregierung Arnsberg als NSG ausgewiesen. Das NSG wurde 1997 vom Kreistag des Märkischen Kreises mit dem Landschaftsplan Nr. 4 Iserlohn erneut ausgewiesen. Das östlich liegende Naturschutzgebiet Kupferberg ist teilweise nur durch einen Weg vom NSG getrennt.

## Gebietsbeschreibung
Bei dem NSG handelt es sich um den ehemaligen Kalksteinbruch Helmke, in dem bis in die 1960er Jahre hinein Kalkstein abgebaut wurde. Beim Kalkstein handelt es sich um mitteldevonische Massenkalke. Im Fachinformationssystem vom Landesamt für Natur, Umwelt und Verbraucherschutz Nordrhein-Westfalen steht zum NSG unter anderem: „Auf der östliche untersten Steinbruchsohle befindet sich ein Abgrabungsgewässer, das sehr schwankenden Wasserstand aufweist und im Sommer trockenfallen kann. Das Gewässer weist stellenweise ein Rohrglanzgrasröhricht auf und ist umgeben von einem Gehölzbestand. Gespeist wird das Gewässer aus einer Quelle in der nördlich gelegenen Steinbruchwand. Diese Steinbruchsohle hat sehr flachgründigen Boden. So hat sich im Anschluss an eine Glatthaferwiese ein artenreicher Kalkhalbtrockenrasen ausgebildet. In einer feuchten Senke ist ein Weidengebüsch der Rest ehemaliger temporärer Gewässer, in denen einst Kreuzkröten vorkamen. Zur einige Meter höher gelegenen zweiten Steinbruchsohle existiert eine Verbindung um einen großen solitären Felsen herum, der beim Steinbruchabbau stehen gelassen wurde. Dieser Fels trägt Reste einer ehemaligen Materialseilbahn. Die weiter westlich gelegene Teil der zweiten Steinbruchsohle weist in großen Teilen eine artenreiche Glatthaferwiese auf. Entlang der fast senkrecht aufsteigenden Felsen der beiden Sohlen erstreckt sich ein Gehölzstreifen. Die Steinbruchwände sind in Klüften und auf Absätzen von Blaugras, Birken, Grauerle und Streifenfarn bestanden. Je nach Beschattung differiert die Artenzusammensetzung. An der Südwand kommen zahlreiche Schlotten (Karsterscheinungen) vor, denen sandig-lehmige Hangrutschflächen vorgelagert sind. Hervorzuheben ist das Vorkommen von Höhlen und Stollen. Im Westen der zweiten Steinbruchsohle schließt sich etwas erhöht eine dritte komplett mit lichtem Birkenwald zugewachsene Sohle an. Kleinflächig sind zwischen Gebüschen noch Grünlandbereiche anzutreffen. Den Abschluss zur Bergstraße im Norden bilden breite Gehölzstreifen. Das Deckgebirge des Steinbruchs steigt von Ost nach West entlang der Helmkestraße an. Gegenüber einer Kleingartenanlage befindet sich ein lichter Wald, der aus einer verlassenen Kleingartensiedlung entstanden ist. Im weiteren Verlauf finden sich auf dem Deckgebirge zwei Kalkhalbtrockenrasen, die sich mit Glatthaferwiesen abwechseln. Eine bestehende Freizeitnutzung in Form eines Hundeübungsplatzes liegt im Naturschutzgebiet. Westlich des Hundeplatzes schließt sich ein weitgehend geschlossener Waldbestand an, der im Süden teilweise von einer Wallhecke begrenzt wird. Stellenweise finden sich an Abbruchkanten kleine Säume von Kalkpionierrasen aufweist. Im Westen fällt das Gebiet wieder ab. Hier stockt in einem Kerbtal auf tiefgründigerem Grund ein Waldmeisterbuchenwald. Das NSG Helmke hat gemeinsam mit den auf dem mitteldevonischen Massenkalkzug liegenden Kalkhalbtrockenrasen der benachbarten Naturschutzgebiete in ihrer speziellen Ausprägung als beweidete Flächen mit Blaugras landesweite Bedeutung. Da sie zwischen den Verbänden Seslerio-Mesobromion (gemähte Kalkhalbtrockenrasen mit Blaugras) und Bromion erecti (beweidete Kalkhalbtrockenrasen) stehen, sind sie nicht eindeutig einer Pflanzengesellschaft zuzuordnen. Die artenreichen Kalkhalbtrockenrasen mit vereinzelten Vorkommen von seltenen Orchideenarten  werden von einer Wanderschafherde beweidet und sind daher miteinander vernetzt. Der Biotopkomplex aus Kalkhalbtrockenrasen, sekundäre, naturnahe Felsen mit Pionierrasen, kleine Stillgewässer ist hoch schutzwürdig. Die etablierten und durch gezielte Entbuschungs- und Beweidungseinsätze geförderten Kalkhalbtrockenrasen sollen durch abschnittweise Auflichtung von vorhandenen lichten Vorwaldstrukturen ausgeweitet werden.“
Es kommen im NSG viele seltene Arten wie Turmfalke, Dohle, Geburtshelferkröte, Ringelnatter, Blaugras, Golddistel, Bienen-Ragwurz und Fransen-Enzian vor. 1994 konnte die NRW-Stiftung den Steinbruch kaufen.

## Schutzzweck
Das Naturschutzgebiet wurde zur Erhaltung und Entwicklung eines ehemaligen Steinbruchs und als Lebensraum gefährdeter Tier- und Pflanzenarten ausgewiesen. Wie bei anderen Naturschutzgebieten in Deutschland wurde in der Schutzausweisung darauf hingewiesen, dass das Gebiet „wegen der landschaftlichen Schönheit und Einzigartigkeit“ zum Naturschutzgebiet wurde.